# Elecciones provinciales de Jujuy de 1940
Las elecciones generales de la provincia de Jujuy de 1940 tuvieron lugar el domingo 3 de marzo del mencionado año con el objetivo de elegir al Gobernador y al Vicegobernador para el período 1940-1944, así como a diez de los veitniún escaños de la Legislatura Provincial. Fueron las undécimas elecciones provinciales jujeñas que tenían lugar desde la instauración del sufragio secreto en el país. Si bien tuvieron lugar durante el período denominado Década Infame, en la que el país y la mayoría de las provincias eran gobernadas por una coalición conservadora denominada Concordancia, estos comicios se consideraron mayormente limpios debido a la iniciativa tomada por el gobierno nacional de celebrar elecciones libres. A diferencia de otros distritos, Jujuy no fue intervenida para llegar a este fin y el gobierno de Pedro Buitrago y Luis María Oliver, primer vicegobernador de la provincia tras la creación de dicha figura, llegó a término con éxito, siendo la primera vez desde 1927.
Raúl Bertrés, candidato de la Unión Cívica Radical (UCR), logró llegar a un pacto con la Unión Cívica Radical Antipersonalista (UCR-A), que hasta entonces apoyaba al gobierno del conservador Partido Popular (PP), para concurrir juntos a las elecciones. La creación del cargo de vicegobernador permitía un mayor margen de maniobra a la hora de formar una coalición, pues los dos partidos se verían representados en el binomio gubernativo. Efectivamente, el antipersonalista Alberto Pasquini fue designado como compañero de fórmula de Bertrés. El oficialismo presentó la candidatura del empresario Carlos Kunz, con el ex interventor de facto Antonino López Iriarte como compañero de fórmula.
La elección resultó en un sorpresivo y amplio triunfo para Bertrés con el 57,22% de los votos contra el 42,25% de Kunz. La UCR se impuso en las elecciones legislativas obteniendo las diez bancas en disputa, pero el Partido Popular retuvo su mayoría absoluta por haber obtenido los once escaños disputados en las elecciones de 1938. La coalición radical triunfó en todos los departamentos, menos en Humahuaca, Ledesma, y Tumbaya. A pesar de que hubo algunas denuncias menores, y el propio Bertrés había declarado que prefería la presencia de veedores militares, las elecciones fueron reconocidas como justas, y el oficialismo derrotado reconoció los resultados.
Bertrés y Pasquini debían asumir sus mandatos el 1 de abril de 1940, mientras que los legisladores electos el 1 de mayo, un mes más tarde. Sin embargo, ante la posibilidad de que se produjeran sabotajes durante el mes que debía gobernar con una legislatura totalmente compuesta por diputados conservadores, Bertrés rechazó la idea de asumir hasta el 1 de mayo. El mandato de Buitrago llegó a término y, como ni él ni el vicegobernador Oliver estaban en condiciones de permanecer más tiempo en el poder, el presidente del Superior Tribunal de Justicia Eliseo Peña asumió el cargo hasta que los legisladores asumieron. Bertrés no pudo completar el mandato constitucional ya que fue depuesto por una intervención federal el 31 de enero de 1942, retornándose a las prácticas fraudulentas.

## Antecedentes
Tras el golpe de Estado del 6 de septiembre de 1930, que derrocó al gobierno constitucional de Hipólito Yrigoyen e instauró una dictadura militar encabezada por José Félix Uriburu, la Argentina comenzó un ciclo histórico denominado «Década Infame», durante el cual la coalición derechista gobernante, conocida como la Concordancia, se mantenía en el poder recurriendo al fraude electoral. En el caso de Jujuy, la provincia fue blanco de una intervención federal al momento del golpe, derrocando al gobernador yrigoyenista Miguel Aníbal Tanco. Hasta entonces, el movimiento radical había hegemonizado completamente la política jujeña y la competencia electoral era entre el radicalismo favorable al presidente depuesto, encolumnado a su vez en la provincia detrás de la figura de Tanco; y el radicalismo disidente o antipersonalista, dirigido por Luis Cuñado. Tras la instauración del régimen conservador, este se sostuvo en el Partido Popular, liderado por Fenelón Quintana, que ganó las elecciones de 1931 en medio del fraude electoral y el boicot de la UCR. El radicalismo mantendría su postura abstencionista en las elecciones de 1934 y 1936, dejando como única competencia al Partido Socialista (el cual era muy minoritario en la provincia) y provocando que los candidatos conservadores triunfaran sin oposición.
Al retorno al poder del conservadurismo siguió un período de inestabilidad política. Quintana renunció poco más de un año después de asumir el cargo. Arturo Pérez Alisedo, el siguiente gobernador electo, también abandonó el poder antes de tiempo. Se impulsó entonces una reforma constitucional en 1936 que creó que cargo de vicegobernador (elegido en fórmula única junto al gobernador) con el objetivo de que existiera un sucesor constitucional para el ejecutivo provincial en caso de una salida anticipada el poder. A pesar de esto, el gobernador Pedro Buitrago (electo sin oposición en 1936 con Luis María Oliver como compañero de fórmula) se encaminaba a completar su mandato con éxito en 1940. Para ese entonces, a nivel nacional había sido elegido presidente Roberto Marcelino Ortiz, el cual comenzó una política liberalizadora que pretendía restaurar progresivamente la democracia en el país, presionando a los gobernadores para que realizaran elecciones limpias. Buitrago anunció la restauración de las garantías electorales a fin de evitar una intervención federal y la UCR anunció que levantaría la abstención en la provincia.

## Reglas electorales

### Cargos a elegir
Las elecciones se realizaron bajo la constitución provincial de 1935, siendo los segundos comicios bajo la misma. Dicha carta magna establecía los siguientes cargos a elegir:
- Gobernador y Vicegobernador elegidos en fórmula única por todos los ciudadanos varones de la provincia a simple mayoría de sufragios para un mandato de cuatro años, sin posibilidad de reelección o sucesión recíproca inmediata.
- 9 de 21 diputados provinciales elegidos mediante escrutinio mayoritario uninominal en cinco de los catorce departamentos de manera escalonada.[9]

### Renovación legislativa
| Departamento   | Diputados | A renovar |
| -------------- | --------- | --------- |
| Capital        | 3         | 3         |
| Cochinoca      | 1         | —         |
| El Carmen      | 2         | 2         |
| Humahuaca      | 1         | —         |
| Ledesma        | 3         | —         |
| Rinconada      | 1         | —         |
| San Antonio    | 1         | 1         |
| San Pedro      | 3         | 3         |
| Santa Bárbara  | 1         | 1         |
| Santa Catalina | 1         | —         |
| Tilcara        | 1         | —         |
| Tumbaya        | 1         | —         |
| Valle Grande   | 1         | —         |
| Yavi           | 1         | —         |
| Total          | 21        | 10        |

## Candidaturas
La Convención Provincial de la Unión Cívica Radical de Jujuy se reunió el 25 de enero de 1940 y proclamó al abogado Raúl Bertrés como su candidato a gobernador provincial, con Horacio Carizo como su compañero de fórmula y candidato a vicegobernador. Sin embargo, la posibilidad de configurar un frente con la Unión Cívica Radical Antipersonalista que reunificara al movimiento radical en Jujuy finalmente condujo a que Carizo se apartara de la fórmula en favor del ingeniero antipersonalista Alberto Pasquini, la primera vez que las dos facciones radicales de la provincia concurrían a los comicios bajo una misma fórmula desde su división en la década de 1920.
El Partido Popular realizó una reunión el 26 de enero, un día después de la Convención Provincial Radical, durante la cual se resolvió presentar al Gerente del Banco de la Provincia, Carlos Kunz, como candidato a gobernador del oficialismo, acompañado por el ex intendente de San Salvador de Jujuy Antonino López Iriarte como candidato a vicegobernador.

## Resultados

### Gobernador y vicegobernador
|  | 57,22 % |

|  | 42,25 % |

|  | 0,53 % |

|  | 98,24 % |

|  | 1,46 % |

|  | 0,30 % |

|  | 100.00 % |

|  | 70,61 % |

#### Resultados por departamento
| Provincia      | Bertrés/Pasquini (UCR) | Bertrés/Pasquini (UCR) | Kunz/López Iriarte (PP) | Kunz/López Iriarte (PP) | Otros | Otros | Blancos/Anul. | Blancos/Anul. | Participación | Participación | Registrados |
| Provincia      | Votos                  | %                      | Votos                   | %                       | Votos | %     | Votos         | %             | Votos         | %             | Registrados |
| -------------- | ---------------------- | ---------------------- | ----------------------- | ----------------------- | ----- | ----- | ------------- | ------------- | ------------- | ------------- | ----------- |
| Capital        | 2.489                  | 60,68                  | 1.586                   | 38,66                   | 27    | 0,66  | 85            | 2,03          | 4.187         | 74,58         | 5.614       |
| Cochinoca      | 529                    | 56,52                  | 402                     | 42,95                   | 5     | 0,53  | 4             | 0,42          | 943           | 62,53         | 1.508       |
| El Carmen      | 913                    | 64,39                  | 501                     | 35,33                   | 4     | 0,28  | 33            | 2,27          | 1.451         | 68,90         | 2.106       |
| Humahuaca      | 509                    | 41,08                  | 727                     | 58,68                   | 3     | 0,24  | 35            | 2,76          | 1.270         | 76,18         | 1.667       |
| Ledesma        | 818                    | 36,45                  | 1.409                   | 62,79                   | 17    | 0,76  | 46            | 2,01          | 2.290         | 60,45         | 3.788       |
| Rinconada      | 217                    | 53,06                  | 190                     | 46,45                   | 2     | 0,49  | 11            | 2,64          | 417           | 80,19         | 520         |
| San Antonio    | 287                    | 67,21                  | 134                     | 31,38                   | 6     | 1,41  | 1             | 0,23          | 431           | 87,25         | 494         |
| San Pedro      | 1.493                  | 67,83                  | 696                     | 31,62                   | 12    | 0,55  | 6             | 0,27          | 2.236         | 68,00         | 3.288       |
| Santa Bárbara  | 213                    | 56,20                  | 164                     | 43,27                   | 2     | 0,53  | 4             | 1,03          | 390           | 63,93         | 610         |
| Santa Catalina | 299                    | 56,84                  | 227                     | 43,16                   | —     | —     | 31            | 5,89          | 526           | 74,29         | 708         |
| Tilcara        | 666                    | 77,62                  | 192                     | 22,38                   | —     | —     | 7             | 0,81          | 862           | 84,02         | 1.026       |
| Tumbaya        | 264                    | 46,56                  | 301                     | 53,09                   | 2     | 0,35  | 8             | 1,40          | 573           | 65,19         | 879         |
| Valle Grande   | 235                    | 63,51                  | 134                     | 36,22                   | 1     | 0,27  | —             | —             | 371           | 81,00         | 458         |
| Yavi           | 738                    | 60,29                  | 477                     | 38,97                   | 9     | 0,74  | 32            | 2,55          | 1.256         | 74,01         | 1.697       |
| Total          | 9.670                  | 57,22                  | 7.140                   | 42,25                   | 90    | 0,53  | 303           | 1,76          | 17.203        | 70,61         | 24.363      |

### Legislatura
La victoria radical a nivel gubernativo condujo a un efecto arrastre en el que los candidatos legislativos del Frente Radical se vieron beneficiados, imponiéndose en los cinco departamentos que renovaban legisladores y adjudicándose, por tanto, las diez bancas en disputa. Debido a que el Partido Popular había triunfado sin oposición las anteriores elecciones, la legislatura jujeña quedó compuesta por 10 diputados radicales y 11 conservadores, cuya mayoría dificultaría enormemente el trabajo del gobierno.
|  | 63,33 % |

|  | 36,07 % |

|  | 0,60 % |

|  | 98,06 % |

|  | 1,66 % |

|  | 0,28 % |

|  | 100 % |

|  | 71,43 % |

#### Resultados por departamento
| Capital 3 Diputados                | Capital 3 Diputados                | Capital 3 Diputados | Capital 3 Diputados | Capital 3 Diputados | Capital 3 Diputados                                              |
| Partido                            | Partido                            | Votos               | %                   | Bancas              | Electos                                                          |
| ---------------------------------- | ---------------------------------- | ------------------- | ------------------- | ------------------- | ---------------------------------------------------------------- |
|                                    | Unión Cívica Radical               | 2.488               | 60,83               | 3/3                 | - Pablo Perovic - Horacio Guzmán - Luis Fidel Aldonate           |
|                                    | Partido Popular                    | 1.575               | 38,51               |                     |                                                                  |
| Otros                              | Otros                              | 27                  | 0,66                |                     |                                                                  |
| Votos positivos                    | Votos positivos                    | 4.090               | 97,96               |                     |                                                                  |
| Votos en blanco                    | Votos en blanco                    | 71                  | 1,70                |                     |                                                                  |
| Votos nulos                        | Votos nulos                        | 14                  | 0,34                |                     |                                                                  |
| Total de votos                     | Total de votos                     | 4.175               | 100                 |                     |                                                                  |
| Votantes registrados/participación | Votantes registrados/participación | 5.614               | 74,37               |                     |                                                                  |
| El Carmen 2 Diputados              |                                    |                     |                     |                     |                                                                  |
| Partido                            | Partido                            | Votos               | %                   | Bancas              | Electos                                                          |
|                                    | Unión Cívica Radical               | 912                 | 64,36               | 2/2                 | - Martín Herrera - Serapio de Tesanos Pinto                      |
|                                    | Partido Popular                    | 501                 | 35,36               |                     |                                                                  |
| Otros                              | Otros                              | 4                   | 0,28                |                     |                                                                  |
| Votos positivos                    | Votos positivos                    | 1.417               | 97,72               |                     |                                                                  |
| Votos en blanco                    | Votos en blanco                    | 29                  | 2,00                |                     |                                                                  |
| Votos nulos                        | Votos nulos                        | 4                   | 0,28                |                     |                                                                  |
| Total de votos                     | Total de votos                     | 1.450               | 100                 |                     |                                                                  |
| Votantes registrados/participación | Votantes registrados/participación | 2.106               | 68,85               |                     |                                                                  |
| San Antonio 1 Diputado             |                                    |                     |                     |                     |                                                                  |
| Partido                            | Partido                            | Votos               | %                   | Bancas              | Electos                                                          |
|                                    | Unión Cívica Radical               | 286                 | 67,29               | 1/1                 | - Justiniano Fascio                                              |
|                                    | Partido Popular                    | 133                 | 31,29               |                     |                                                                  |
| Otros                              | Otros                              | 6                   | 1,41                |                     |                                                                  |
| Votos positivos                    | Votos positivos                    | 425                 | 99,07               |                     |                                                                  |
| Votos en blanco                    | Votos en blanco                    | 3                   | 0,70                |                     |                                                                  |
| Votos nulos                        | Votos nulos                        | 1                   | 0,23                |                     |                                                                  |
| Total de votos                     | Total de votos                     | 429                 | 100                 |                     |                                                                  |
| Votantes registrados/participación | Votantes registrados/participación | 494                 | 86,84               |                     |                                                                  |
| San Pedro 3 Diputados              |                                    |                     |                     |                     |                                                                  |
| Partido                            | Partido                            | Votos               | %                   | Bancas              | Electos                                                          |
|                                    | Unión Cívica Radical               | 1.479               | 67,91               | 3/3                 | - Miguel Augusto de los Ríos - Emanuel Conta - Eusebio Fernández |
|                                    | Partido Popular                    | 687                 | 31,54               |                     |                                                                  |
| Otros                              | Otros                              | 12                  | 0,55                |                     |                                                                  |
| Votos positivos                    | Votos positivos                    | 2.178               | 98,42               |                     |                                                                  |
| Votos en blanco                    | Votos en blanco                    | 34                  | 1,54                |                     |                                                                  |
| Votos nulos                        | Votos nulos                        | 1                   | 0,05                |                     |                                                                  |
| Total de votos                     | Total de votos                     | 2.213               | 100                 |                     |                                                                  |
| Votantes registrados/participación | Votantes registrados/participación | 3.288               | 67,31               |                     |                                                                  |
| Santa Bárbara 1 Diputado           |                                    |                     |                     |                     |                                                                  |
| Partido                            | Partido                            | Votos               | %                   | Bancas              | Electos                                                          |
|                                    | Unión Cívica Radical               | 208                 | 55,61               | 1/1                 | - Macedonio J. Quintana                                          |
|                                    | Partido Popular                    | 164                 | 43,85               |                     |                                                                  |
| Otros                              | Otros                              | 2                   | 0,53                |                     |                                                                  |
| Votos positivos                    | Votos positivos                    | 374                 | 97,14               |                     |                                                                  |
| Votos en blanco                    | Votos en blanco                    | 7                   | 1,82                |                     |                                                                  |
| Votos nulos                        | Votos nulos                        | 4                   | 1,04                |                     |                                                                  |
| Total de votos                     | Total de votos                     | 385                 | 100                 |                     |                                                                  |
| Votantes registrados/participación | Votantes registrados/participación | 610                 | 63,11               |                     |                                                                  |